# François Kalist
François Michel Pierre Kalist (Bourges, 30 oktober 1958) is een Frans geestelijke en een aartsbisschop van de Rooms-Katholieke Kerk.
Kallist werd op 21 december 1986 priester gewijd. Hij is licentiaat in de filosofie en behaalde een doctoraat in theologie. Na zijn priesterwijding was hij korte tijd (1987-1989) onderpastoor in Vierzon en werd professor theologie aan het interdiocesaan seminarie van Orléans (1990-2001). Tegelijkertijd was hij pastoor van Vierzon, Levroux, Valençay en Chabris.
In 2002 werd Kalist vicaris voor de geloofsverkondiging. Op 25 maart 2009 werd hij benoemd tot bisschop van Limoges; zijn bisschopswijding vond plaats op 17 mei 2009. Op 20 september 2016 werd hij aartsbisschop van Clermont.
- Système universitaire de documentation: 158502388
- Virtual International Authority File: 281883110